# 岡山水塔
岡山水塔位於高雄市岡山區的岡山淨水廠內，2001年獲選為臺灣歷史建築百景25名，於2004年3月2日公告為歷史建築，並為高雄縣歷史建築十景，是岡山地區的地標。

## 沿革
臺灣日治時期1925年設置岡山上水道系統，1937年11月20日至隔年4月20日間水道系統擴建，岡山水塔即為此時增設設施之一:2-10，是在擴大供水範圍後用於加壓配水:2-11。
二次大戰後，為了配合岡山鎮的人口增長，臺灣省公共工程局分別在1957年與1962年進行岡山淨水廠第一、二期擴建工程。第一期過程中將慢濾池改為快濾池，並興建抽水機室取代水塔加壓功能，於是岡山水塔改作為快濾池的高加反沖砂系統:2-13。後來阿公店水庫淤積、阿公店溪上游養豬戶增加導致供水不足、水的濁度提升:2-15，1990年時試圖以生物處理設備解決汙染，但此設備在1991年便因為細菌被泥巴封住、弄死而失去作用，岡山淨水廠更於1992年5月25日宣告永久停用，內部設施遭到拆除或改建，岡山水塔則保持閒置:2-16。

## 建築特色
水塔為钢筋混凝土建築，高約30.9公尺，內徑5.4公尺、水深3公尺，滿水位標高25.4公尺，有效容量為113立方公尺，水槽內設有水位計:2-10。底部的唧筒室裝有2臺15匹馬力的的電動機，頂部設有避雷針:2-10。2004年時附屬的鐵管樓梯雖有鏽蝕脫落現象，但建築主體仍保持完整。

## 外部連結
- 岡山水塔——高雄市政府文化局